# Edlington (Lincolnshire)
Edlington – wieś w Anglii, w hrabstwie Lincolnshire, w dystrykcie East Lindsey. Leży 26 km na wschód od Lincoln i 191 km na północ od Londynu.
W 2001 miejscowość liczyła 147 mieszkańców.